# 李元弼
李元弼（16世紀—17世紀），字相所，廣東廣州府東莞縣縣後人，明朝政治人物。

## 生平
李元弼是萬曆四年（1576年）的舉人，得知縣楊寅秋重視，二十四年（1596年）縣內饑荒，他拿出糧食千石賑濟，救活不少人民；他也孝順侍奉事母親，終養四十餘年後才參與謁選，授分宜知縣，在當地勸農建倉、設立書院，又以贍田資助諸生，鄒元標很稱讚他。不久他辭官回鄉，修築江皋別宅自住吟詠，有著作《邑自箴》十卷流傳。

## 引用
1. 1 2  咸豐《順德縣志·卷二十三·列傳三》：李元弼，字相所，縣後人，萬厯四年鄉薦，以才名為邑侯楊寅秋所重，深自引匿，未嘗一至公庭。丙申邑大祲，出粟千石散賑，全活甚眾；事母至孝，在子舍四十餘年終養始謁選，得江西分宜令，勸農備倉、修學設教，置書院贍田以廩諸生，鄒元標亟稱之。未幾致政歸，築江皋別業，日吟詠其中，有集行世 周志 ，所著作《邑自箴》十卷，著錄國史經籍志中。 焦紘《國史經籍志》